# Kamo Wildlife Sanctuary
Le Kamo Wildlife Sanctuary (connu jusqu'en 2012 sous le nom de Zion Wildlife Gardens, puis Kingdom of Zion jusqu'en 2014) est un sanctuaire zoologique de Nouvelle-Zélande destiné à la conservation des races de félins en voie de disparition.
Construit près de Whangarei par Craig Busch, le « Lionman » (l'homme aux lions), il contient des lions de Barbarie, lions blanc et des tigres blanc royaux. Le zoo participe notamment à des échanges avec la Timbavati Game Reserve en Afrique du Sud afin de d'éviter la consanguinité dans ses populations.
Une série télévisée, tournée sous la forme d'un documentaire, a contribué à faire connaître internationalement ce zoo. Selon les sources du parc, en septembre 2007, cette série avait été diffusée dans plus de 96 pays différents[réf. nécessaire].
L'un des lions du parc, Aslan, est notamment apparu dans le film Le Monde de Narnia : Le Lion, la Sorcière blanche et l'Armoire magique (2005).